# Werner Geeser
Werner Geeser (* 16. Februar 1948 in Arosa; † 9. September 2011 ebenda) war ein Schweizer Skilangläufer, der in den 1960er- und 1970er-Jahren an Wettkämpfen teilnahm.

## Karriere
Bei den Olympischen Winterspielen 1972 in Sapporo erreichte er über die 50-Kilometer-Distanz überraschend den sechsten Rang, nachdem er das Feld bis Kilometer 45 angeführt hatte. Zur Bronzemedaille fehlte schliesslich eine halbe Minute. Über 30 km hatte es nur zur Rang 41 gereicht. Daneben wurde Geeser 1970 unter anderem Schweizer Meister im 15-Kilometer-Lauf, Weltmeister im militärischen Wintertriathlon (Langlauf, Riesenslalom und Schiessbewerb) sowie Sieger des Engadin Skimarathons. 1971 gewann der vielseitige Athlet an den Militärweltmeisterschaften in Sterzing sowohl den Einzellauf mit Schiessen, die Triathlon-Kombination als auch Doppelgold mit der Mannschaft. 1974 erreichte er weitere Podestplätze an den Schweizer Meisterschaften und am Engadin Skimarathon.
Nach seiner aktiven Karriere war Werner Geeser zusammen mit seinem Bruder Reto Inhaber einer Langlaufschule in Maran/Arosa.
Werner Geeser erlitt vor Jahren einen Schlaganfall, erlag jedoch schliesslich einem unheilbaren Lungenkrebsleiden.